# Дрганя Села
Дрганя Села (словен. Drganja sela) — поселення в общині Стража, регіон Південно-Східна Словенія, Словенія.